# 冰淇淋蛋糕
冰淇淋蛋糕(英語：Ice cream cake)是一種使用冰淇淋作為主要材料製成的蛋糕。一種較簡單且不需烘烤的版本，可以將不同口味的冰淇淋分層放入長條模具中製作完成。
冰淇淋蛋糕是一款深受歡迎的派對甜點，特別是在北美和澳洲，經常出現在生日派對或婚禮場合。不過，在歐洲相對較少見。在英國，冰淇淋瑞士捲類型的蛋糕被稱為「北極卷」

## 製作過程

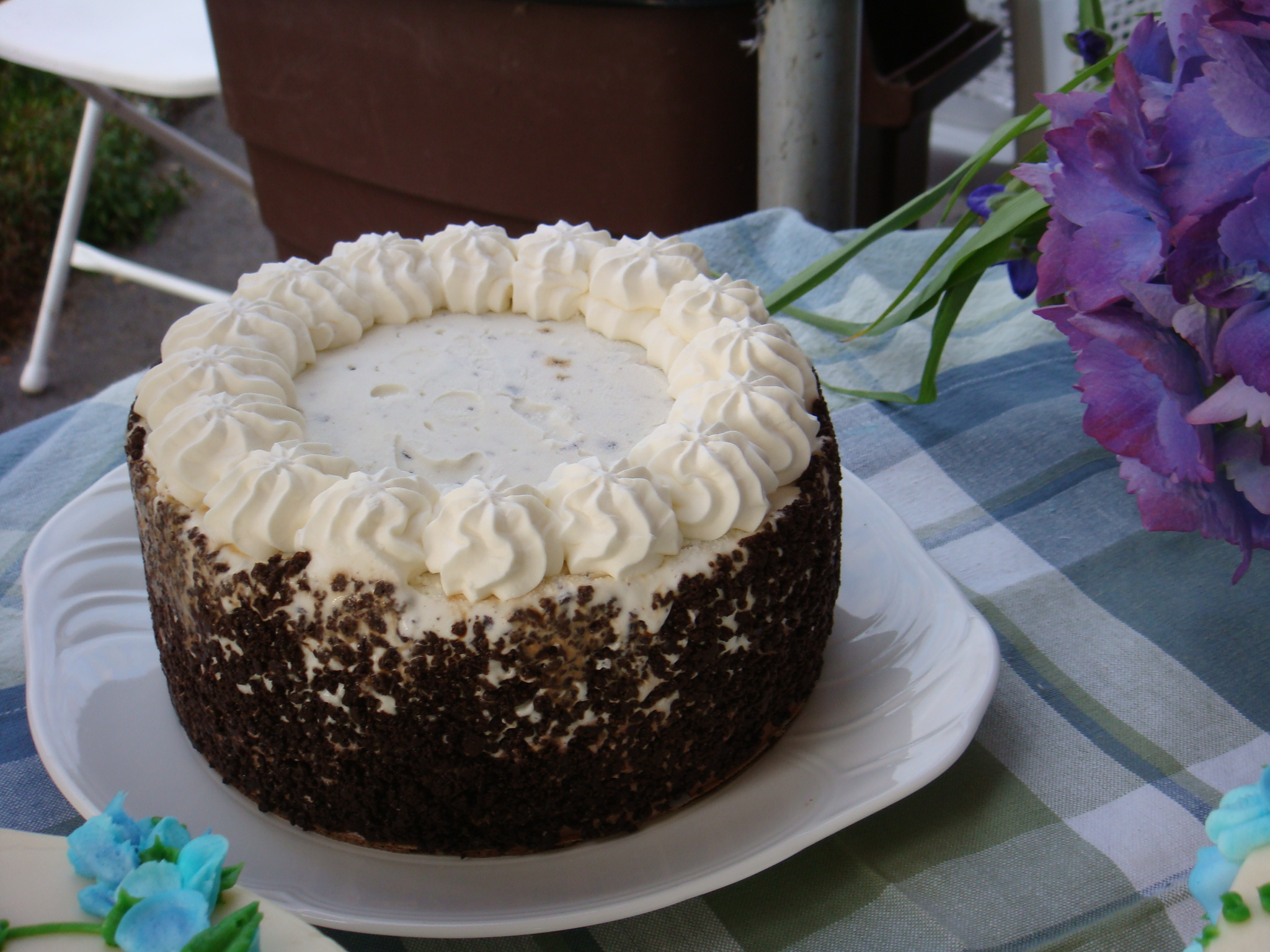
巧克力冰淇淋蛋糕

通常，冰淇淋蛋糕的製作會先將蛋糕部分以一般方式烘焙完成，並在需要時修剪成適合的形狀，接著冷凍保存。冰淇淋則會根據需要用模型塑形，之後將這些冷凍好的組件進行組裝。
在裝飾方面，通常會使用鮮奶油作為糖霜，因為它能夠完美搭配蛋糕和冰淇淋的質地，而且許多傳統的糖霜無法牢固地附著在冷凍蛋糕上。整個蛋糕完成後會持續保持冷凍，直到準備享用時稍微解凍，讓冰淇淋不會融化但可以輕鬆切片。

## 美國市場
冰淇淋蛋糕在美國非常受歡迎，許多知名品牌都有提供不同款式的冰淇淋蛋糕。例如，Carvel 推出了多款經典主題蛋糕，像是「鯨魚蛋糕」（Fudgie the Whale）和「餅乾貓蛋糕」（Cookie Puss），這些經常在電視廣告中亮相。此外，31冰淇淋、冰雪皇后、Friendly's 和酷圣石等品牌，也都有販售冰淇淋蛋糕，供顧客選購。
在美國，冰淇淋蛋糕也是「美国独立日」（7月4日）聚會的熱門甜點之一。許多蛋糕會裝飾愛國風格的圖案，並以鮮奶油、覆盆子、藍莓作為點綴。此外，也有用冰淇淋和雪酪交替層疊製成的國旗造型蛋糕，創意十足。

## 延伸閱讀
- Stewart, Martha; (2007). Everyday Food. MarthaStewart.com.
- Johnson, Ann. (2008). About Ice Cream Cake. EHow. Demand Media
- Dean, Sydney. (2010) Ice Cream Cake Powerpoint. Upload & Share PowerPoint Presentations and Documents.
- Bejin, Samantha (2013) Lets party. Penguin books

## 外部連結
- 维基共享资源上的相關多媒體資源：冰淇淋蛋糕
- Icecream Cake Recipe At Home | Easy Method
- Frozen Food Age Magazine